# Winlogon
En informática, Winlogon.exe
es el componente de los sistemas operativos Microsoft Windows que es responsable de manejar la "Secuencia de atención segura" (SAS), cargar el perfil de usuario al inicio de sesión, y opcionalmente bloquear al sistema cuando un protector de pantalla se está ejecutando (requiriendo otro paso de autentificación). La actual obtención y verificación de las credenciales de usuario queda a cargo de otros componentes. Winlogon.exe es un blanco común para varias amenazas que pueden modificar su función y uso de memoria. Un uso de memoria incrementado para este proceso puede indicar que Winlogon.exe está alojando algún tipo de software malicioso. En Windows Vista y sistemas operativos posteriores, las reglas de Winlogon.exe y sus responsabilidades han cambiado significativamente.

## Generalidades
Winlogon maneja las funciones de la interfaz de Windows que son independientes de la política de autentificación. Crea los escritorios para la estación de Windows, operaciones del descanso de los instrumentos y en versiones de Windows previas a Windows Vista proporciona un grupo de funciones de soporte para el GINA y es responsable de la configuración la política de grupo de la máquina y de usuario.
También comprueba si la copia de Windows es una licencia legítima en Windows XP y versiones posteriores. 
Winlogon.exe tiene las responsabilidades siguientes:
- Protección del escritorio y de la estación Windows.
- Reconocimiento de estándar SAS.
- Envío de rutinas SAS.
- Carga del perfil de usuario.
- Asignación de seguridad al usuario de shell.
- Control del protector de pantalla.
- Soporte de proveedor de red múltiple.
- Encendido y apagado del ordenador

Si el proceso Winlogon.exe es finalizado por alguna razón o es eliminado, por una aplicación a propósito o accidentalmente en versiones anteriores a Windows Vista el sistema se apaga y muestra un BSOD.
Al volver a iniciar se iniciará Windows normalmente, pero después de ejecutar la tarea de iniciar los archivos presenciales, va a necesitar la ejecución de Winlogon.exe al no encontrar el archivo muestra un BSOD y se volverá a apagar al volver a iniciar nuevamente se mostrará una pantalla mostrando que los archivos se han dañado accidentalmente y se muestran 2 modos de iniciar Windows:
1 Reparar Windows
2 Iniciar Windows Normalmente
En el caso de Windows Vista y versiones posteriores se apaga la pantalla temporalmente y vuelve a la pantalla de inicio de sesión.
- Datos: Q1143335